# Elecciones regionales de Antioquia de 2007
El 28 de octubre de 2007 se realizaron elecciones regionales en Colombia. En el departamento de Antioquia fueron elegidos los siguientes cargos para un periodo de cuatro años contados a partir del 1° de enero de 2008:
- Gobernador de Antioquia: Jefe administrativo y ejecutivo del departamento.
- 26 Diputados de la Asamblea departamental
- Alcaldes municipales y concejales municipales para cada uno de los 125 municipios del departamento.

## Elección de Gobernador
La mayoría de los sectores uribistas respaldaron al expresidente del Senado y exalcalde de Medellín Luis Alfredo Ramos, jefe nacional de Alas Equipo Colombia.
De otra parte, el exgobernador (encargado o interino en varias ocasiones) Eugenio Prieto Soto contó con el respaldo de su partido de origen, el Partido Liberal, pero se inscribió como candidato independiente, formando el grupo "Una Antioquia Nueva", con el fin de incluir a otros sectores políticos en la campaña. Los sondeos previos de opinión establecen el favoritismo de Ramos, pero destacaron la consolidación de Prieto como el único rival capaz de derrotarlo.
Ramos obtiene el respaldo de su movimiento, del Partido de la U, el Partido Cambio Radical y de un sector en disidencia del Partido Liberal, mientras que Prieto es apoyado por la mayoría de los liberales y por el Partido Conservador.
Además, se presentan a la elección el director de teatro Rodrigo Saldarriaga, con el aval del Polo Democrático. Benicio Uribe, primo segundo del expresidente Álvaro Uribe Vélez, por el movimiento Autoridades Indígenas de Colombia; y el abogado Jorge orlando Gutiérrez serna, por Apertura Liberal.

## Sondeos de Opinión
| Fecha            | Consultor       | Candidato                                 | Candidato                      | Candidato                       | Candidato            | Candidato                              | Candidato                          |
| Fecha            | Consultor       | Luis Alfredo Ramos / Alas Equipo Colombia | Eugenio Prieto / Independiente | Jaime Fajardo / Partido Liberal | Benicio Uribe / AICO | Rodrigo Saldarriaga / Polo Democrático | Jorge Gutiérrez / Apertura Liberal |
| 4 de junio       | Invamer Gallup  | 38%                                       | 16%                            | 12%                             | 0%                   | 0%                                     | 0%                                 |
| 24 de agosto     | Invamer Gallup  | 53%                                       | 16%                            | 0%                              | 5%                   | 2%                                     | 0%                                 |
| 28 de septiembre | Invamer Gallup  | 47%                                       | 22%                            | 0%                              | 3%                   | 1%                                     | 3%                                 |
| 28 de octubre    | Resultado Final | 848.031 (44.50%)                          | 587.664 (30.84%)               | 0%                              | 58.657 (3.08%)       | 17.619 (0.92%)                         | 13.538 (0.71%)                     |